# Władisław Andriejew
Władisław Witaljewicz Andriejew (ros. Владислав Витальевич Андреев; błr. Уладзіслаў Віталевіч Андрэеў, Uładzisłau Witalewicz Andrejeu; ur. 4 maja 1987 w Jakucji) – rosyjski, a od 2006 roku białoruski zapaśnik startujący w stylu wolnym. Brązowy medalista mistrzostw świata w 2014. Wicemistrz Europy w 2013; trzeci w 2009, 2011 i 2018. Dziesiąty na igrzyskach europejskich w 2019.
Piętnasty na Uniwersjadzie w 2013. Piąty w indywidualnym Pucharze Świata w 2020. Pierwszy w Pucharze Świata w 2010; czwarty w 2013 i piąty w 2015. Trzeci na akademickich MŚ w 2008 i na wojskowych MS w 2010 roku.